# 青空のかけら
『青空のかけら』（あおぞらのかけら）は、1986年8月21日に発売した斉藤由貴の通算7枚目のシングルである 。

## 概要
斉藤由貴にとっては唯一となるオリコン週間シングルチャートでの第1位を獲得した作品である。
表題曲「青空のかけら」は富士フイルムのカセットテープ・「AXIA」のイメージソングとして使用された。
アルバム『チャイム』のLPレコードには未収録となっている。その後、CD盤にのみ収録されているが、イントロ部分、間奏に効果音が挿入されてシングル盤と異なる。
振り付けでは、初めて間奏でタップダンスに挑戦している。
B面曲「指輪物語」はオリジナルアルバム未収録曲。その後、アルバム『チャイム』のCD盤にのみ収録されている。

## 収録曲
1. 青空のかけら
  - 作詞: 松本隆／作曲: 亀井登志夫／編曲: 武部聡志
2. 指輪物語
  - 作詞: 松本隆／作曲: 崎谷健次郎／編曲: 武部聡志・崎谷健次郎

## 他アーティストによるカバー
- 有頂天・ケラ率いるユニット”LONG VACATION”-（1992年、アルバム『Long Vacation's Pop』収録）
- 堀ちえみ -（2005年、アルバム『80's IDOL SONGS COLLECTION』収録）
- 土岐麻子 -（2007年、アルバム『TALKIN'』収録）